# Медвидовића Драга
Медвидовића Драга је насељено место у саставу града Имотског, Сплитско-далматинска жупанија, Република Хрватска.

## Историја
До територијалне реорганизације у Хрватској налазила се у саставу старе општине Имотски.

## Становништво
На попису становништва 2011. године, Медвидовића Драга је имала 385 становника.
| Број становника по пописима | Број становника по пописима | Број становника по пописима | Број становника по пописима | Број становника по пописима | Број становника по пописима | Број становника по пописима | Број становника по пописима | Број становника по пописима | Број становника по пописима | Број становника по пописима | Број становника по пописима | Број становника по пописима | Број становника по пописима | Број становника по пописима | Број становника по пописима |
| --------------------------- | --------------------------- | --------------------------- | --------------------------- | --------------------------- | --------------------------- | --------------------------- | --------------------------- | --------------------------- | --------------------------- | --------------------------- | --------------------------- | --------------------------- | --------------------------- | --------------------------- | --------------------------- |
| 1857                        | 1869                        | 1880                        | 1890                        | 1900                        | 1910                        | 1921                        | 1931                        | 1948                        | 1953                        | 1961                        | 1971                        | 1981                        | 1991                        | 2001                        | 2011                        |
| 0                           | 0                           | 0                           | 0                           | 0                           | 0                           | 0                           | 0                           | 0                           | 0                           | 0                           | 229                         | 323                         | 377                         | 382                         | 385                         |

Напомена: Исказује се од 1991. као самостално насеље настало издвајањем дела подручја насеља Главина Доња, где су и садржани подаци од 1857. до 1961.

### Попис1991.
На попису становништва 1991. године, насељено место Медвидовића Драга је имало 377 становника, следећег националног састава:
| Попис 1991.‍ | Попис 1991.‍ | Попис 1991.‍ | Попис 1991.‍ | Попис 1991.‍ |
| ----------- | ----------- | ----------- | ----------- | ----------- |
|             |             |             |             |             |
| Хрвати      | Хрвати      |             | 369         | 97,87%      |
| Срби        | Срби        |             | 2           | 0,53%       |
| непознато   | непознато   |             | 6           | 1,59%       |
| укупно: 377 |             |             |             |             |